# Якубович, Пётр Филиппович
Пётр Фили́ппович Якубо́вич (псевдонимы: Матвей Рамшев, Л. Мельшин, П. Я., П. Ф. Гриневич, О’Коннор, Чезаре Никколини, и др.; 22 октября [3 ноября] 1860, Валдайский уезд, Новгородская губерния — 17 [30] марта 1911, Удельная, Санкт-Петербургская губерния) — революционер-народоволец, писатель (поэт и переводчик), по выражению Михаила Ольминского «могиканин русского народничества».

## Биография
Пётр Якубович родился 22 октября (3 ноября) 1860 года в дворянской семье в усадьбе Исаево Рютинской волости Валдайского уезда Новгородской губернии (ныне усадьба не существует, её территория находится в Валдайском сельском поселении в Бологовском районе Тверской области). Отец Ф. Т. Якубович — родственник декабриста А. И. Якубовича — служил в армии, в 36 лет вышел в отставку, недолго пробыл судьёй и продолжил службу чиновником. Брат — Василий Филиппович Якубович (1857—1933) — профессор кафедры детских болезней в Новороссийском университете; сестра — Мария Филипповна Якубович (1862—1922).
С 1870 года учился в Новгородской гимназии. В 1878 году поступил на историко-филологический факультет Императорского Санкт-Петербургского университета, который окончил с отличием в 1882 году со степенью кандидата.
С 1878 года сотрудничал в журналах «Дело», «Слово», «Отечественные записки». В 1882 году вступил в петербургскую организацию «Народной воли», с 1883 года был одним из лидеров народовольческого движения. Летом 1884 года создал нелегальную типографию в Дерпте (Тарту), участвовал в подготовке и издании № 10 газеты «Народная Воля».

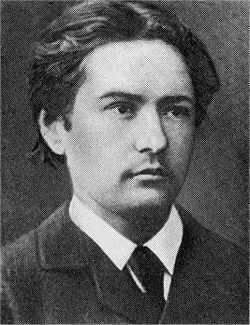
Петр Якубович в 1882 году

Он не жил, он горел… В моей памяти ярко запечатлелся Якубович, каким он был в ту пору. Бледный, с горящими глазами, в вечном движении, он с головой погрузился в работу, писал, печатал, агитировал, и так до самого того дня, когда в цепях, с обритой головой пошёл в Сибирь, откуда только годы спустя донёсся до нас его голос, рассказавший нам о «Мире отверженных».— из воспоминаний В. И. Дмитриевой.
Был арестован в Санкт-Петербурге 15 ноября 1884 года и заключён в тюрьму Трубецкого бастиона Петропавловской крепости, где пробыл около трёх лет; 5 июня 1887 года Петербургским военным судом по Процессу двадцати одного (дело Лопатина, Саловой, Конашевича) был приговорён к смертной казни, но спустя три недели её заменили на 18 лет каторги, которую начал отбывать на Карийской каторге с 20 февраля 1888 года.

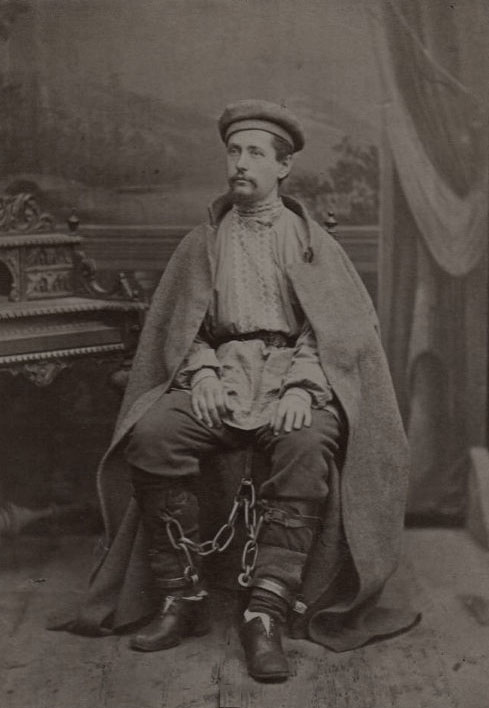
Петр Якубович в кандалах на каторге в Сибири

С 1890 года в Акатуйской каторжной тюрьме, был меходуем в кузнице, затем работал в рудниках, молотобойцем, бурильщиком. В шахте заболел ревматизмом, который потом стал причиной его преждевременной смерти. В Акатуе кандалы нельзя было снимать даже во время сна. Во время каторжных работ в Акатуе он устроил своеобразную школу для уголовных преступников. На свои деньги, с разрешения начальника тюрьмы Архангельского, он выписывал книги и устраивал громкие читки — читал произведения Пушкина, Лермонтова, Гоголя, Шекспира и других авторов. Он отмечал, что слушатели более предпочитали Лермонтова и Гоголя, других авторов любили меньше, вполне адекватно сопереживали и правильно оценивали прочитанное. Согласно Манифесту от 17 апреля 1891 года общий срок каторги был сокращён на одну треть и 16 октября 1893 года приказом по управлению Нерчинской каторги он был освобождён на жительство вне тюрьмы с переводом в Кадаю, куда прибыл 2 ноября. На Кадаинском руднике с него сняли кандалы. Жил на частной квартире, но каждое утро был обязан являться на перекличку.

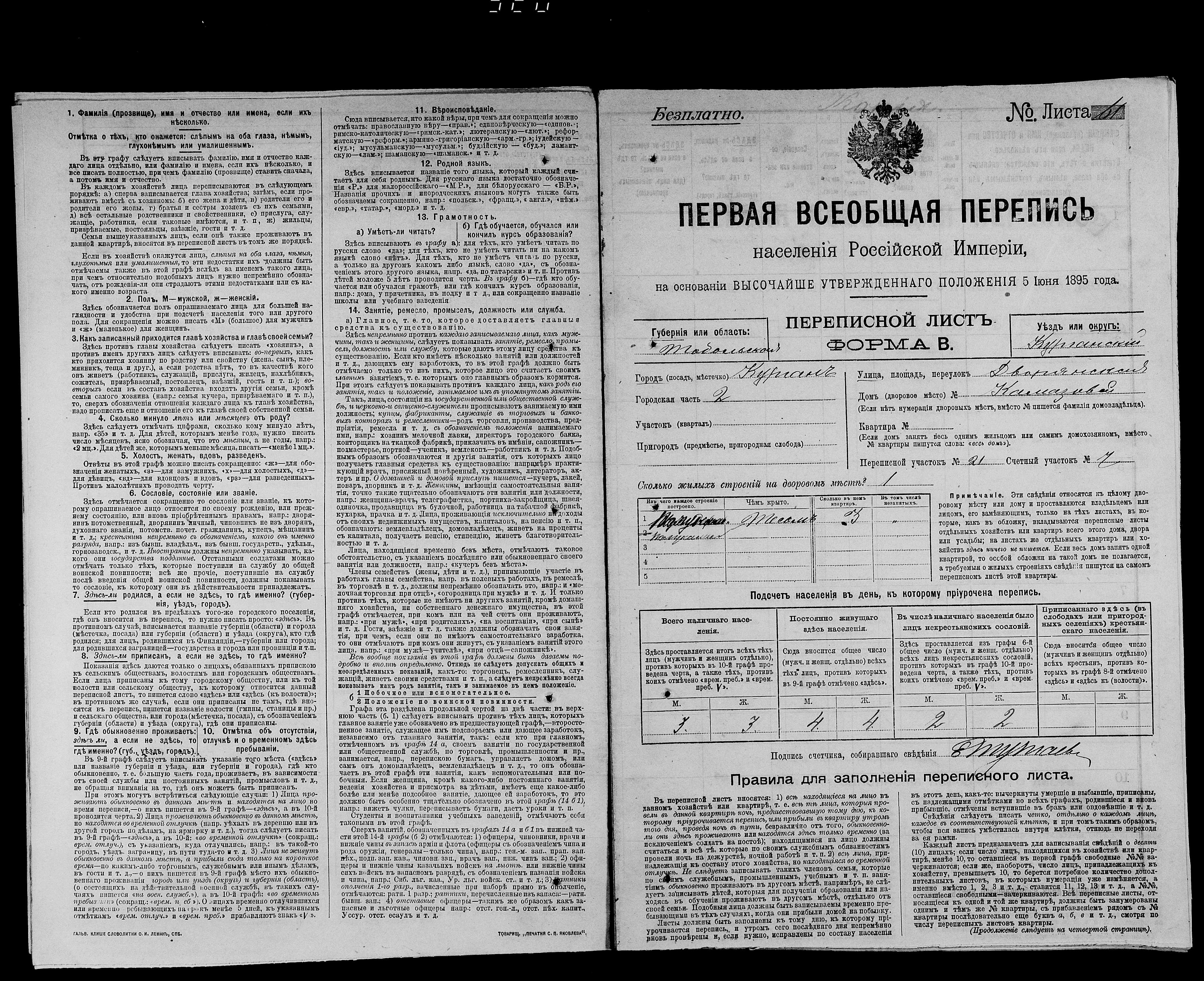
Перепись населения Российской империи (1897), лист с описанием дома в г. Кургане, в котором жила семья Якубовича.

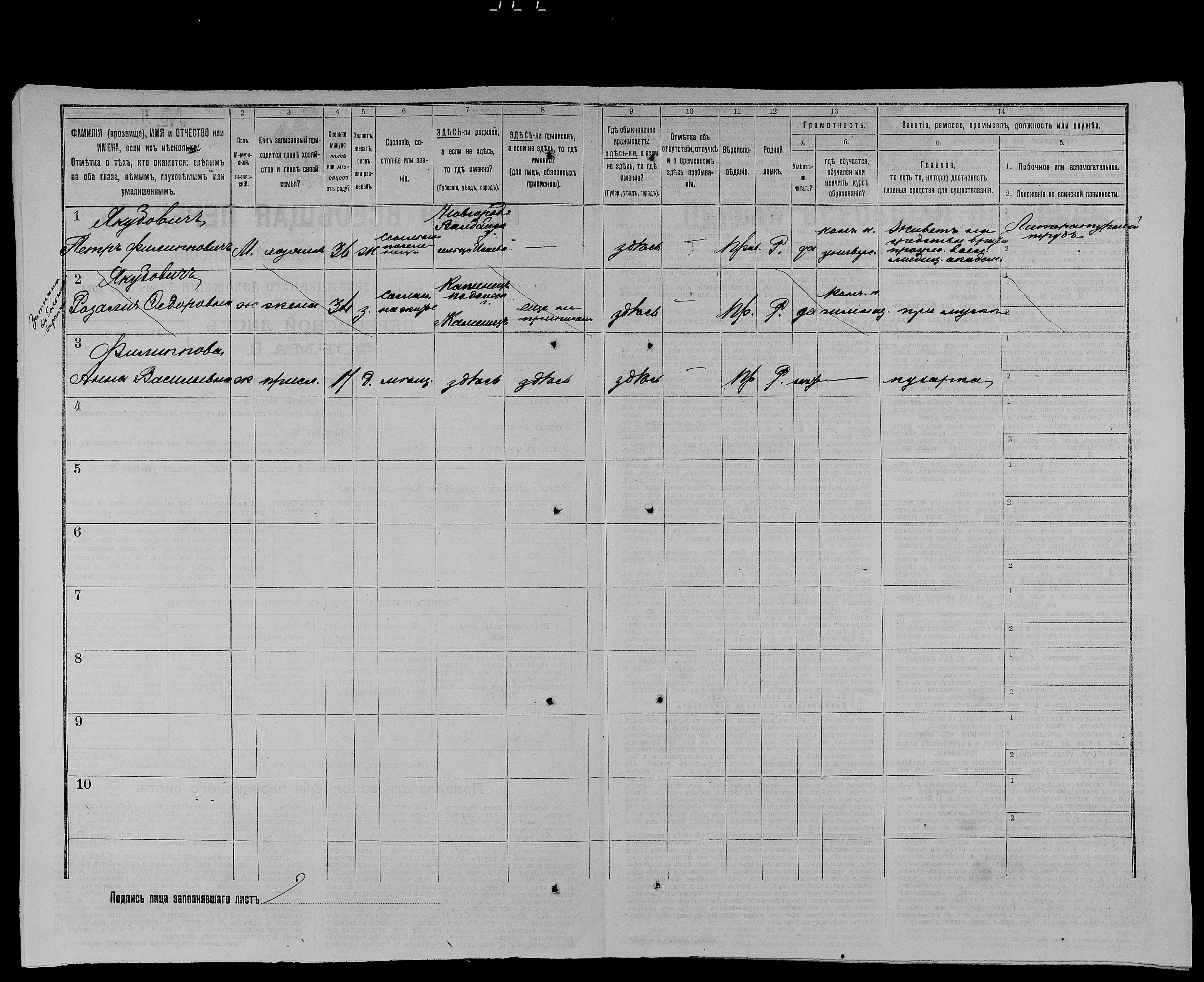
Перепись населения Российской империи (1897), лист с описанием семьи Якубовича.

В 1894 году женился на Розе Франк, а 27 марта 1895 года был переведён из разряда ссыльно-каторжных в ссыльно-поселенцы. С сентября 1895 года находился на поселении в Кургане, где они с женой сняли флигель на Канавной улице (ныне ул. М. Горького). Здесь в начале февраля 1899 года у Якубовича был произведён обыск. Присутствовали помощник прокурора Омельченко, полицейский надзиратель Карамышев и понятые. В протоколе было записано, что «ничего явно преступного или прямо относящегося к предмету настоящего обыска не сыскано. Взяты для ближайшего просмотра рукописная тетрадь „Социализм в Англии“ Сиднея Вебба, перевод с английского, рукопись на 11 листах под заглавием „Исповедь в каторжном лазарете“ и два письма». В августе 1899 года Якубович подал прошение о причислении его к курганскому мещанскому обществу. Исправник Иван Яковлевич Трофимов направил бумаги тобольскому губернатору, который как раз получил депешу из департамента полиции МВД от 8 августа 1899 года, в которой сообщалось, что «квартира названного ссыльного является местом конспиративных собраний поднадзорных и лиц, привлекаемых к дознаниям политического характера, вследствие чего начальник Тобольского жандармского управления возбудил ходатайство об удалении Якубовича из г. Кургана… Дальнейшее оставление его на жительство в Кургане представляется нежелательным, и равным образом признается нежелательным разрешение названному лицу приписаться в курганские мещане, в случае возбуждения им о том ходатайства». Губернатор отказал Якубовичу, но тот 15 сентября подал просьбу пересмотреть решение и вновь получил отказ. Тогда Якубович стал проситься в Казань для лечения сильного нервного расстройства и 21 октября 1899 года получил разрешение; 29 октября Якубовичи уехали из Кургана в Казань. С переменой обстановки довольно быстро поправился.
В 1903 году департамент полиции уже разрешил Якубовичу поселиться в дачной местности Удельная Санкт-Петербургского уезда Санкт-Петербургской губернии, на территории городской Пантелеймоновской больницы для душевнобольных, где он прожил несколько лет. На этом основании, приписанный к названной больнице, имел право остаться около Санкт-Петербурга.
В годы первой русской революции по предложению В. Н. Фигнер Якубович вошёл в состав Шлиссельбургского комитета — одной из первых правозащитных организаций в России. Был арестован и провёл три недели в тюрьме «Кресты», где резко ухудшилось состояние здоровья.
Пётр Филиппович Якубович умер 17 (30) марта 1911 года в Удельной и был похоронен в Санкт-Петербурге, на Литераторских мостках Волковского кладбища. За гробом шли несколько тысяч человек.

## Творчество
Как поэт начал печататься в 1878 году. Сборник «Стихотворения Матвея Рамшева» издан родными Якубовича в 1887 году. Некоторые свои стихи, чтобы пробить их сквозь цензуру, он публиковал под именами никогда не существовавшего ирландского поэта О’Коннора или итальянца Чезаре Никколини. Якубович напечатал также в переводе с немецкого так называемые «затерянные стихотворения» Лермонтова, якобы переведённые с подлинных русских рукописей немецким поэтом Фридрихом Боденштедтом, известным как мистификатор. Вот строки оттуда:
«О судьбе не жалейте моей,
Ни о том, что от дружбы своей
Оттолкнули меня лицемеры.
Не жалейте! В тюрьме вы, как я!
Всё различие в том лишь, друзья,
Что у вашей побольше размеры…»
В Кургане было написано около тридцати стихотворений, несколько критических статей, второй том очерков «В мире отверженных». В 1895—1898 годах в народническом журнале «Русское богатство» была опубликована (под псевдонимом Л. Мельшин) автобиографическая повесть Якубовича «В мире отверженных. Записки бывшего каторжника», и ряд критических статей и рецензий, преимущественно о поэтах.

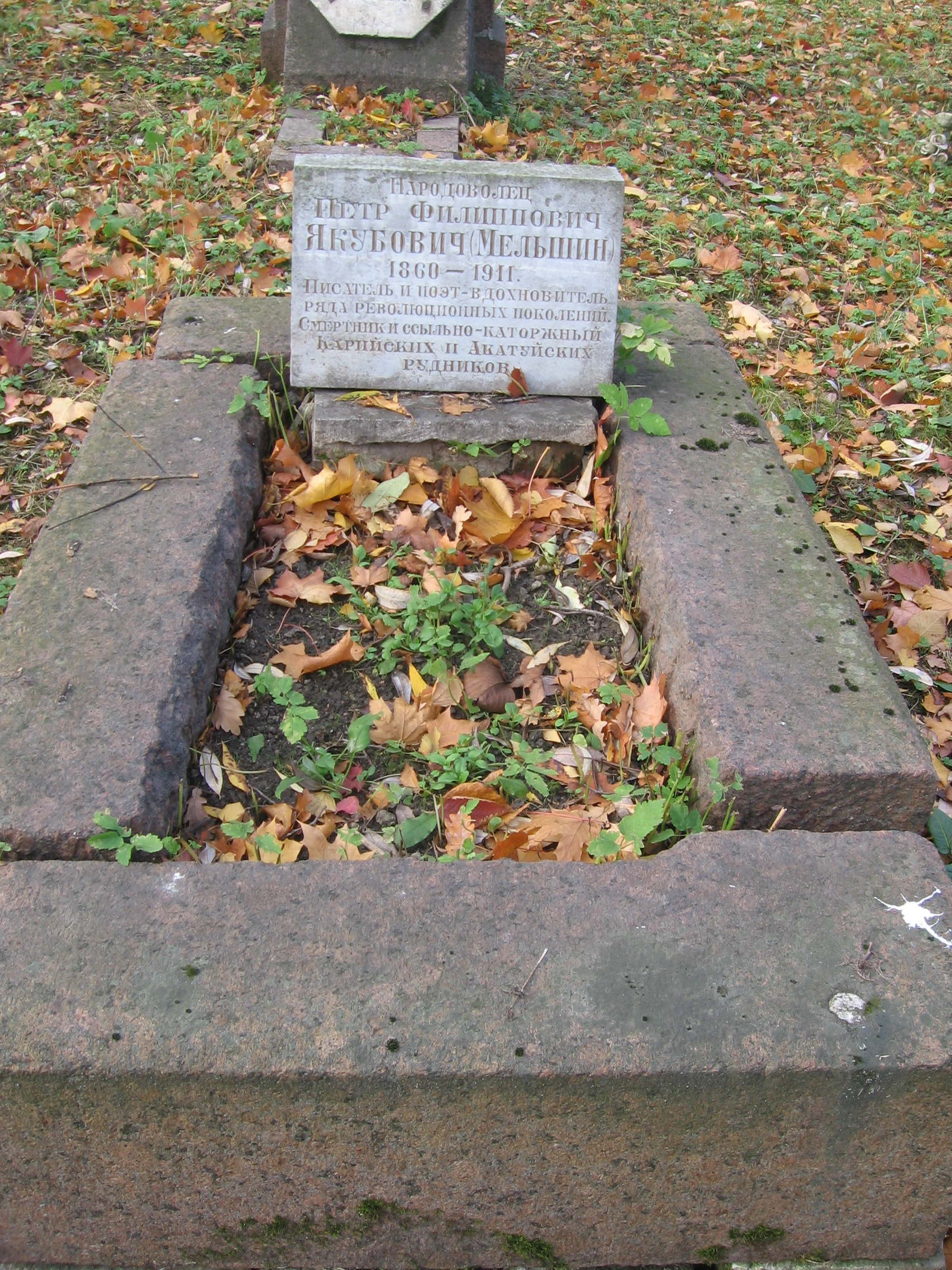
Надгробие П. Ф. Якубовича на Литераторских мостках Волковского кладбища

После возвращения с каторги работал редактором отдела поэзии, с 1904 года (совместно с В. Г. Короленко) — отдела беллетристики журнала «Русское богатство». Якубович известен своими переводами поэзии Шарля Бодлера и Сюлли-Прюдом. Самая известная его книга «В мире отверженных» — классика тюремного жанра в русской литературе. При жизни П. Ф. Якубовича переиздавалась пять раз.
В 1905 году откликнулся на Кровавое воскресенье стихотворением «Красный снег», ставшим широко известным в советское время, когда оно было включено в школьную программу.
Марксизма и социализма он не принял. Как все народники, считал капитализм неорганичным для России и верил в особый, не капиталистический и не социалистический путь, будучи предшественником сахаровской идеи «конвергенции» — то есть сращения лучших элементов опробованных систем минус их преступления, жестокости и глупости. Он не претендовал на то, чтобы быть большим поэтом, но без таких людей нет ни истории, ни поэзии. Умным, сильным писателем назвал его А. П. Чехов.

## Семья

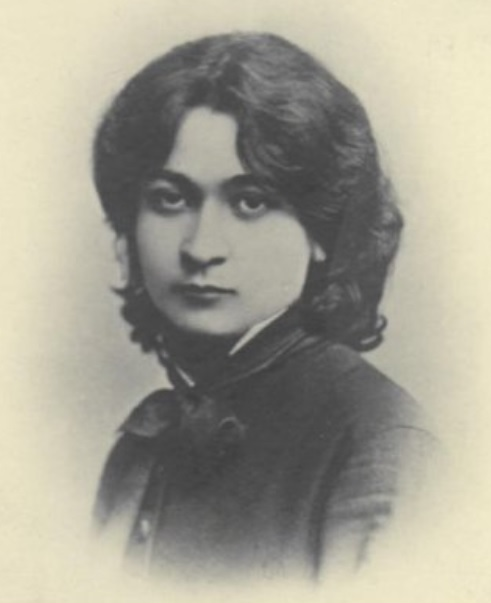
Роза Франк

Жена — Роза Фёдоровна (в девичестве Франк 1861, Каменец-Подольский Подольская губерния Российская империя — апрель 1922, село Нововасильевка Мелитопольский уезд Запорожская губерния Украинская ССР) — русская революционерка, народница. Из семьи адвоката. Слушательницей женских врачебных курсов в Санкт-Петербурге познакомилась с П. Ф. Якубовичем в 1881 году. Была арестована в ноябре 1884 года. Жандармским дознанием было установлено, что она получила телеграмму 8 августа 1884 года от Петра Якубовича, в отношении которого велось следствие. Этого было достаточно, чтобы Розу после долгого содержания в тюрьме, административно сослали в 1888 году на три года в Якутскую область. Участница Якутской трагедии 22 марта 1889 года. Военно-судебной комиссией приговорена к 15 годам каторжных работ. Затем 15 лет каторги были уменьшены до 4 лет. Срок отбывала в вилюйской тюрьме. В 1894 году она получила возможность поселиться вместе с П. Ф. Якубовичем. В 1894 году в Горном Зерентуе перешла из иудаизма в православие и вышла за него замуж. С того времени уже не расставалась с Петром Филипповичем и была неутомимым помощником в его литературном труде. В 1918 году ввиду болезни переехала с сыном из Петрограда на юг к родственникам, где и умерла.
Сын — Дмитрий Петрович Якубович (1897—1940) — литературовед-пушкинист.
Племянник — Михаил Петрович Якубович (1891—1980), меньшевик, в 1930—1953 годах находился в СССР в заключении. В 1956 году был реабилитирован.

## Сочинения
- Стихотворения. — СПб., 1887
- Стихотворения. В 2 т. — СПб., 1898—1901; 2-е изд. 1898—1902; 3-е изд. 1899—1906; В 1899 г., без ведома автора, книга была предоставлена в Академию Наук на соискание Пушкинской премии и получила почётный отзыв.
- В мире отверженных. В 2 т. — СПб., 1896—1899. 2-е изд. — СПб. 1899—1902; 3-е изд. — СПб., 1903—1906; 4-е изд. — СПб., 1907—1911; 5-е изд. Т. 1. — СПб., 1912. Архивная копия от 20 октября 2016 на Wayback Machine — переведён на немецкий и французский языки.
  - В мире отверженных: записки бывшего каторжника. В 2 т. / Подг. текста и примеч. И. Якубович; вступ. ст. Б. Двинянинова. — М.-Л.: Художественная литература, 1964. Т. 1. — 420 с.; Т. 2. — 416 с.
- Пасынки жизни. Рассказы. — СПб., 1901, 1903, 1909.
- Очерки русской поэзии. — СПб., 1904; 2-е изд. — СПб., 1911.
- Русская муза. Собрание лучших стихотворений русских поэтов XIX века. — 1904.
- Повести о детстве и юности / Предисл. М. Г. Петровой. — М.: Сов. Россия, 1989. — 272 с.; 1 л. портр.
- Стихотворения / Вступ. ст., подг. текста и примеч. Б. Н. Двинянинова. — Л.: Сов. писатель, 1960. — 524 с. — (Библиотека поэта. Большая серия).